# Maria Winge
Maria Christina Wilhelmina Winge, även Sjöberg, född Laurent den 1 augusti 1808 i Stockholm, död där den 27 februari 1880, var en svensk skådespelare. 
Maria Winge var dotter till skådespelaren Jean Baptiste Laurent (1784–1821) och Anna Christina Åberg, och styvdotter till Brita Catharina Cederberg. Hon gifte sig 1828 med kollegan Carl Gustaf Winge och 1836 med kollegan Carl Johan Sjöberg.    
Hon var engagerad i flera teatersällskap i både Sverige och Finland. Hon var engagerad hos Fredrik Julius Widerberg (1825) och Erasmus Petter Sjövall (1830). Hon nämns som den främsta sujetten (medlem av teaterensemble) i Erasmus Petter Sjövalls teatersällskap i Finland på 1830-talet, där hon spelade hjältinneroller.
Hon tycks sedan liksom maken ha varit engagerad hos Carl Wilhelm Westerlund, Ulrik Torsslow, Fredrik Deland, Carl Gustaf Hessler och Edvard Stjernström, och uppträdde vid hans sida till exempel på Åbo Svenska Teater 1846 och 1850.
Bland hennes roller nämns Kejsarinnan i Herman von Unna av Anders Fredrik Skjöldebrand, Margareta Wasa i Gustaf Wasa, Fru Duval i Profvet, och Sofia i Kabal och Kärlek. Hennes mest uppmärksammande roll anges ha varit Thérèse i »Den fader- och moderlösa flickan från Geneve», instuderad för Nils Almlöf.